# 福古火山
福古火山是西非島國佛得角的火山，位於福古島上，海拔高度2,829米，是該國最高的山峰，最近一次火山爆發發生在2014年11月，島上居民因火山活躍遷往20公里外的布拉瓦島。

## 外部連結
- Fogo, Cape Verde Islands （页面存档备份，存于） at NASA Earth Observatory
- Fogo Summary （页面存档备份，存于） at Smithsonian Global Volcanism Program